# Liste der Baudenkmäler in Schlüsselfeld
Auf dieser Seite sind die Baudenkmäler in der oberfränkischen Stadt Schlüsselfeld zusammengestellt. Diese Tabelle ist eine Teilliste der Liste der Baudenkmäler in Bayern. Grundlage ist die Bayerische Denkmalliste, die auf Basis des Bayerischen Denkmalschutzgesetzes vom 1. Oktober 1973 erstmals erstellt wurde und seither durch das Bayerische Landesamt für Denkmalpflege geführt wird. Die folgenden Angaben ersetzen nicht die rechtsverbindliche Auskunft der Denkmalschutzbehörde.

## Ensembles

### Ensemble Altstadt Schlüsselfeld
Das Ensemble umfasst die Stadt innerhalb ihres mittelalterlichen Mauerrings unter Einschluss des ehemaligen Grabenbereichs und der an der Reichen Ebrach liegenden Brühlmühle. Die Gründung erfolgte durch Konrad II. von Schlüsselberg um 1330 und erhielt am 10. Juni 1336 die Stadtrechte. Die neue Stadt kam nach dem Aussterben des Geschlechts 1347 zunächst an Bamberg und war seit 1390 dann ein würzburgisches Amt. Die planmäßige Anlage liegt innerhalb eines etwa quadratischen Berings. Rückgrat ist der breite, im Zuge einer bambergisch-würzburgischen Geleitstraße verlaufende Straßenmarkt, dessen östlicher Stadtausgang hakenförmig geknickt ist. Beiderseitige Anordnung von Parallelgassen, die jeweils in U-Form vom Straßenmarkt ihren Ausgang nehmen und wieder zu ihm zurückkehren sowie von Quergassen. Nördlich des Straßenmarktes liegt der Kirchenbezirk mit der spätgotischen Pfarrkirche; an Stelle des aufgelassenen Kirchhofs jetzt ganz umbauter Kirchplatz. Am südlichen Stadtrand die Marienkapelle, ein Barockbau, der einen spätmittelalterlichen Vorgänger ersetzt. Die Parzellenstruktur beiderseits des Straßenmarkts langrechteckig mit Bebauung aus Vorder-, Hintergebäude und Zwischentrakt noch ablesbar, an den Nebengassen kleinteiliger und unregelmäßiger. Der Baubestand jeweils nach Bränden 1886 und 1915 am östlichen Stadtausgang und an der südöstlichen Seite des Marktplatzes erneuert. Dem Marktplatz geben einige stattliche Mansarddachbauten des 18. Jahrhunderts das Gepräge, an öffentlichen Bauten erheben sich hier das ehemalige würzburgische Amtshaus, ein breiter Bau in den Formen des frühen 17. Jahrhunderts sowie das der nördlichen Häuserreihe eingefügte Rathaus mit schmaler Barockfassade. Auf Grund der leichten Hanglage ist der Marktplatz durch eine niedrige, mittlere Stützmauer in zwei Ebenen geteilt; die höhere, nördliche Seite ist mit Bäumen bestanden, eine Ergänzung wohl des 19. Jahrhunderts. Die kleinteilige Bebauung der Nebengassen wie üblich meist erneuert oder verändert. Die Stadtmauer, im Kern in die Gründungszeit der Stadt zurückgehend (mittleres 14. Jahrhundert); um die südliche Stadthälfte meist eingelegt oder verbaut; um die nördliche Stadthälfte hingegen bis auf geringe Unterbrechungen erhalten, mit zwei Ecktürmen im Westen und Osten. Von den ehemaligen Toren steht das Obere noch aufrecht, ein Torturm mit Vorwerk. Die ehemalige Grabenzone durch einen um die ganze Stadt herumziehenden, freien Grünstreifen deutlich markiert. Siehe auch: Am Brühl, Am Stadtgraben, Bamberger Straße 11, Marktplatz, Pfarrer-Weissenberger-Straße 2, 4, 10, 12, 14, 16, 18, 20. Aktennummer: E-4-71-220-1.

## Stadtbefestigung
| Lage                                                                                | Objekt                                                 | Beschreibung | Akten-Nr.      | Bild           |
| ----------------------------------------------------------------------------------- | ------------------------------------------------------ | --- | -------------- | -------------- |
| Marktplatz 1 (Standort)                                                             | Oberes Tor                                             | Teilweise verputzt, Mansardwalmdach mit Laterne, Vorwerk (Barbakane) mit Satteldach, 15. Jahrhundert, Turmobergeschoss barock | D-4-71-220-13  | weitere Bilder |
| Am Brühl, dem Weg entlang der ehemaligen Grabenzone der Stadtbefestigung (Standort) | Stadtbefestigung                                       | Nicht nachqualifiziert | D-4-71-220-1   | weitere Bilder |
| Am Stadtgraben, dem Weg entlang der Stadtmauer (Standort)                           | Stadtmauer                                             | Mit zwei runden Ecktürmen, im Kern 14. Jahrhundert; ehemalige Grabenzone der Stadtbefestigung; nicht nachqualifiziert         | D-4-71-220-3   | weitere Bilder |
| Bamberger Straße 11 (Standort)                                                      | Stadtmauer                                             | 14. Jahrhundert; nicht nachqualifiziert                                                                                       | D-4-71-220-4   | weitere Bilder |
| Dotzlerstraße 12 (Standort)                                                         | Stadtbefestigung, Stadtmauer mit zwei runden Ecktürmen | Im Kern 14. Jahrhundert, und ehemalige Grabenzone, 14. Jahrhundert                                                            | D-4-71-220-133 | weitere Bilder |
| Pfarrer-Weißenberger-Straße 10 (Standort)                                           | Stadtmauer                                             | 14. Jahrhundert; nicht nachqualifiziert                                                                                       | D-4-71-220-28  | weitere Bilder |
| Pfarrer-Weißenberger-Straße 14, 16 (Standort)                                       | Stadtmauer                                             | 14. Jahrhundert; nicht nachqualifiziert                                                                                       | D-4-71-220-30  | BW             |
| Pfarrer-Weißenberger-Straße 20 (Standort)                                           | Stadtmauer                                             | 14. Jahrhundert; nicht nachqualifiziert                                                                                       | D-4-71-220-32  | BW             |

## Baudenkmäler nach Gemeindeteilen

### Schlüsselfeld
| Lage                                                   | Objekt                                            | Beschreibung | Akten-Nr.      | Bild            |
| ------------------------------------------------------ | ------------------------------------------------- | --- | -------------- | --------------- |
| Am Brühl 2 (Standort)                                  | Brühlmühle                                        | Massiver, zweigeschossiger Satteldachbau, verputzt, im Kern 17. Jahrhundert, 1871 umgebaut                                                                                | D-4-71-220-2   | weitere Bilder  |
| Nähe Bamberger Straße (Standort)                       | Kellerhaus                                        | Eingeschossiger Walmdachbau, Sandsteinquader, 18. Jahrhundert | D-4-71-220-5   | BW              |
| Nähe Batschkastraße; vor der Friedhofsmauer (Standort) | Tabernakelbildstock                               | Sandstein, vergitterte Bildnische, Rundbogenabschluss, erste Hälfte 18. Jahrhundert                                                                                       | D-4-71-220-112 | weitere Bilder  |
| Batschkastraße (Standort)                              | Friedhofskapelle                                  | Eingeschossiger Sandsteinbau, Rundbau mit Kegeldach, Langhaus mit Walmdach und Dachreiter, Schieferdeckung, 1952 von Toni Schenk                                          | D-4-71-220-113 | weitere Bilder  |
| Dotzlerstraße 12 (Standort)                            | Wohnhaus                                          | Zweigeschossiger Satteldachbau, massiv und verputzt, 19. Jahrhundert, im Kern Turm der Stadtmauer, 14. Jahrhundert                                                        | D-4-71-220-114 | weitere Bilder  |
| Dotzlerstraße 12 (Standort)                            | Wappenstein                                       | des Fürstbischofs Laurenz von Bibra | D-4-71-220-114 | weitere Bilder  |
| Kirchplatz 1 (Standort)                                | Wohnhaus                                          | Zweieinhalbgeschossiger Satteldachbau, massiv und verputzt, mit Sandsteingliederungen, 1868                                                                               | D-4-71-220-6   | weitere Bilder  |
| Kirchplatz 3 (Standort)                                | Wohnhaus                                          | Zweigeschossiger Satteldachbau, massiv und verputzt, mit Sandsteingliederungen, 1873                                                                                      | D-4-71-220-7   | weitere Bilder  |
| Kirchplatz 12 (Standort)                               | Ehemaliger Karner                                 | Beinhaus, Doppelkapelle, Bruchsteinbau mit Walmdach, bezeichnet „1493“ | D-4-71-220-8   | weitere Bilder  |
| Kirchplatz 14 (Standort)                               | Katholische Pfarrkirche St. Johannes der Täufer   | Dreischiffige Basilika, einschiffiger, mit Streben besetzter Chor, Sakristeianbau, dreigeschossiger Westturm mit Spitzhelm, erste Hälfte 15. Jahrhundert; mit Ausstattung | D-4-71-220-9   | weitere Bilder  |
| Kirchplatz 19 (Standort)                               | Wohnhaus                                          | Walmdachbau mit Fachwerkobergeschoss, im Kern 18. Jahrhundert | D-4-71-220-10  | weitere Bilder  |
| Marienstraße 17 (Standort)                             | Katholische Kapelle Maria Helferin der Christen   | Saalbau mit eingezogenem Chor, segmentförmige Fensterverdachungen, Dachreiter mit welscher Haube, 1724/25 nach Entwurf von Balthasar Neumann; mit Ausstattung             | D-4-71-220-12  | weitere Bilder  |
| Marienstraße 17, vor dem Kapellenportal (Standort)     | Heiligenfigur Immaculata                          | 1730 | D-4-71-220-12  | weitere Bilder  |
| Marienstraße 17, vor dem Kapellenportal (Standort)     | Heiligenfigur Heiliger Johann von Nepomuk         | 1730 | D-4-71-220-12  | weitere Bilder  |
| Marktplatz (Standort)                                  | Petrusbrunnen                                     | Sandstein, Trog 1705, Säule um 1810, Figur um 1940 | D-4-71-220-23  | weitere Bilder  |
| Marktplatz 5 (Standort)                                | Ehemaliges würzburgisches Amtshaus, jetzt Rathaus | Stattlicher, zweigeschossiger Satteldachbau mit versetzten Eckquadern und Schweifgiebeln, übergiebeltes Portal, 1625–1627                                                 | D-4-71-220-14  | weitere Bilder  |
| Marktplatz 5 (Standort)                                | Prozessionsaltar                                  | an der Front mit Nepomukfigur, Sandstein, frühes 18. Jahrhundert | D-4-71-220-14  | weitere Bilder  |
| Marktplatz 5 (Standort)                                | Ehemalige Zehntscheune                            | 1625–1627 (dendrochronologisch datiert) | D-4-71-220-14  | weitere Bilder  |
| Marktplatz 8 (Standort)                                | Ehemaliges Postamt                                | Zweigeschossiger Walmdachbau, verputzt, 18./19. Jahrhundert | D-4-71-220-15  | weitere Bilder  |
| Marktplatz 9 (Standort)                                | Wohnhaus                                          | Zweigeschossiger Fachwerkbau, Satteldach mit Zwerchhaus, 1730, Fassade modernisiert                                                                                       | D-4-71-220-16  | weitere Bilder  |
| Marktplatz 10 (Standort)                               | Wohnhaus                                          | Zweigeschossiger Mansardwalmdachbau, massiv und verputzt, gequaderte Eckpilaster, Mitte 18. Jahrhundert                                                                   | D-4-71-220-17  | weitere Bilder  |
| Marktplatz 11 (Standort)                               | Ehemaliges Schulhaus                              | Zweigeschossiger Mansardwalmdachbau, genutete Ecklisenen, geohrte Fenstergewände und übergiebeltes Portal, 1749, modern bezeichnet „1983“                                 | D-4-71-220-18  | weitere Bilder  |
| Marktplatz 13 (Standort)                               | Wohnhaus                                          | Zweigeschossiger Walmdachbau, massiv und verputzt, 18./19. Jahrhundert, Erdgeschoss verändert                                                                             | D-4-71-220-19  | weitere Bilder  |
| Marktplatz 17 (Standort)                               | Wohnhaus                                          | Zweigeschossiger Walmdachbau, massiv und verputzt, 18. Jahrhundert, Erdgeschoss verändert                                                                                 | D-4-71-220-20  | weitere BilderM |
| Marktplatz 25 (Standort)                               | Ehemaliges Rathaus, jetzt Stadtmuseum             | Zweigeschossiger Walmdachbau mit Dachreiter, Fassade verputzt, mit Sandsteingliederungen, bezeichnet 1723                                                                 | D-4-71-220-21  | weitere Bilder  |
| Pfarrer-Weißenberger-Straße 2 (Standort)               | Pfarrhaus                                         | Zweigeschossiger Walmdachbau, verputzt, Fensterbankgesimse und profilierte Fensterrahmungen, spätklassizistisch, um 1834/35                                               | D-4-71-220-25  | weitere Bilder  |
| Pfarrer-Weißenberger-Straße 2 (Standort)               | Stadel                                            | Bruchsandstein und Fachwerk, Satteldach, um 1800 | D-4-71-220-25  | weitere Bilder  |
| Pfarrer-Weißenberger-Straße 3 (Standort)               | Kleinhaus                                         | Massiv und verputzt, traufständig, einseitig mit Halbwalm, erste Hälfte 19. Jahrhundert                                                                                   | D-4-71-220-26  | weitere Bilder  |
| Pfarrer-Weißenberger-Straße 4 (Standort)               | Wohnhaus                                          | Zweigeschossiger Walmdachbau mit Fachwerkobergeschoss, frühes 19. Jahrhundert                                                                                             | D-4-71-220-27  | weitere Bilder  |
| Pfarrer-Weißenberger-Straße 12 (Standort)              | Kruzifix und zwei Heiligenfiguren                 | Sandsteinreliefs, wohl 17. Jahrhundert | D-4-71-220-29  | weitere Bilder  |
| Pfarrer-Weißenberger-Straße 18 (Standort)              | Wappenkartusche                                   | 18. Jahrhundert | D-4-71-220-31  | weitere Bilder  |
| Veit-Dennert-Straße 10 (Standort)                      | Bahnhof                                           | Zweigeschossiges Empfangsgebäude mit Halbwalmdach, Ziegel mit Sandsteingliederungen, historistisch, 1899                                                                  | D-4-71-220-115 | weitere Bilder  |

### Aschbach
| Lage                                                                                          | Objekt                                                                                               | Beschreibung | Akten-Nr.      | Bild           |
| --------------------------------------------------------------------------------------------- | --- | --- | -------------- | -------------- |
| Bachgasse 4 ()                                                                                | Mikwe                                                                                                | an der Nordwestecke der Synagoge; nicht nachqualifiziert, im Bayerischen Denkmal-Atlas nicht kartiert                                                                                           | D-4-71-220-33  |                |
| Bachgasse 8 (Standort)                                                                        | Ehemalige jüdische Schule                                                                            | Zweigeschossiger Mansardhalbwalmdachbau, verputzt, profilierte Fensterrahmungen, nach 1763 | D-4-71-220-34  | weitere Bilder |
| Bachgasse 8 (Standort)                                                                        | Rückgebäude ehemalige Synagoge mit Mikwe                                                             | Satteldach, 18. Jahrhundert | D-4-71-220-34  | BW             |
| Hauptstraße 1 (Standort)                                                                      | Ehemaliges Freiherrlich von Pölnitzsches Amtshaus                                                    | Zweigeschossiger Walmdachbau, verputzt, mit Lisenengliederung, 18. Jahrhundert | D-4-71-220-35  | weitere Bilder |
| Hauptstraße 3 (Standort)                                                                      | Verputzter Fachwerkstadel                                                                            | Zugehörig, Halbwalm, 18. Jahrhundert | D-4-71-220-36  | weitere Bilder |
| Hauptstraße 10 (Standort)                                                                     | Gasthaus Hahn, ehemals Adler                                                                         | Zweigeschossiger Halbwalmdachbau mit Quergiebel, massiv und verputzt, mit Jugendstildekor, bezeichnet „1914“                                                                                    | D-4-71-220-37  | weitere Bilder |
| Hauptstraße 13 (Standort)                                                                     | Evangelisch-lutherisches Pfarrhaus                                                                   | Eingeschossiger Satteldachbau, verputzt, bezeichnet „1736“ | D-4-71-220-39  | weitere Bilder |
| Hauptstraße 13 (Standort)                                                                     | Pfarrscheune                                                                                         | Satteldach mit Fachwerkgiebel, 18. Jahrhundert, Erdgeschoss zu Wohnzwecken umgebaut | D-4-71-220-39  | weitere Bilder |
| Kaulberg 2 (Standort)                                                                         | Freiherrlich von Pölnitzsche Forstkanzlei                                                            | Zweigeschossiger Satteldachbau, massiv und verputzt, um 1860 | D-4-71-220-41  | weitere Bilder |
| Kaulberg 4 (Standort)                                                                         | Freiherrlich von Pölnitzsches Schloss                                                                | Zweigeschossiger, zweiflügeliger Sandsteinquaderbau mit Freitreppen und Walmdach, Treppenrundturm, Innenhof mit Laubengang, 1679 wohl von Andreas Keßler; mit Ausstattung                       | D-4-71-220-42  | weitere Bilder |
| Kaulberg 4 (Standort)                                                                         | Stallgebäude                                                                                         | 18./19. Jahrhundert | D-4-71-220-42  | BW             |
| Kaulberg 4 (Standort)                                                                         | Hofhaus                                                                                              | 18./19. Jahrhundert | D-4-71-220-42  | BW             |
| Kaulberg 4 (Standort)                                                                         | Baustadel                                                                                            | Satteldach, 18./19. Jahrhundert | D-4-71-220-42  | BW             |
| Kaulberg 4 (Standort)                                                                         | Großer Stadel                                                                                        | Walmdach, 18./19. Jahrhundert | D-4-71-220-42  | weitere Bilder |
| Kaulberg 4 (Standort)                                                                         | Brunnen                                                                                              | im vorderen Hof | D-4-71-220-42  | BW             |
| Kaulberg 4 (Standort)                                                                         | Hofmauer                                                                                             | mit Portal, 18. Jahrhundert | D-4-71-220-42  | weitere Bilder |
| Kaulberg 6 ()                                                                                 | Ehemaliges Klostergebäude                                                                            | zweigeschossiger Halbwalmdachbau, verputzt, 17./18. Jh., angebaute Hauskapelle mit Dachreiter, 19. Jh.                                                                                          | D-4-71-220-43  |                |
| Kaulberg 7 (Standort)                                                                         | Freiherrlich von Pölnitzsches Försterhaus                                                            | Eingeschossiger Mansardhalbwalmdachbau, verputzt, bezeichnet „1827“ | D-4-71-220-44  | weitere Bilder |
| Nähe Kaulberg; Kaulberg 9 (Standort)                                                          | Freiherrlich von Pölnitzscher Schlosspark                                                            | Barockgarten mit Terrassen, Vasen, Büste auf Sockel, Treppen und Mauern, an der Ostgrenze Tor mit zwei Pfeilern und Fruchtkörben, 18. Jahrhundert                                               | D-4-71-220-45  | weitere Bilder |
| Nähe Kaulberg (Standort)                                                                      | Gartenpavillon                                                                                       | mit Mansardwalmdach und Grottenbrunnen, Mitte 18. Jahrhundert | D-4-71-220-45  | BW             |
| Kaulberg 9 (Standort)                                                                         | Gärtnerhaus                                                                                          | mit Satteldach und zugehöriger Stadel mit Halbwalmdach, um 1860 | D-4-71-220-45  | weitere Bilder |
| Nähe Kaulberg; Nähe Seestraße (Standort)                                                      | Sogenannter Dorfsee                                                                                  | mit künstlicher Rundinsel | D-4-71-220-45  | weitere Bilder |
| Nähe Kaulberg (Standort)                                                                      | Parkanlage                                                                                           | 19. Jahrhundert | D-4-71-220-45  | BW             |
| Kirchgasse 4; Nähe Kirchgasse (Standort)                                                      | Evangelisch-lutherische Pfarrkirche St. Laurentius                                                   | Mit Streben besetzter Chor 1493, Langhaus mit Walmdach und dreigeschossiger Chorseitenturm mit welscher Haube bezeichnet „1736“, mit älterem Kern; mit Ausstattung Reste der Kirchhofmauer      | D-4-71-220-46  | weitere Bilder |
| Rathausgäßlein 1 (Standort)                                                                   | Altersheim                                                                                           | Zweigeschossiger Halbwalmdachbau, verputzt, mit schlichten Sandsteingliederungen, klassizistisch, um 1800                                                                                       | D-4-71-220-47  | weitere Bilder |
| Sandweg 3 (Standort)                                                                          | Grabdenkmale der Freiherren Heinrich († 31. August 1853) und Franz von Pölnitz († 26. Dezember 1881) | Feinkörniger Sandstein, dreizonig, mit historistischer Ornamentik | D-4-71-220-128 | weitere Bilder |
| Sandweg 5, hinter dem christlichen Friedhof (Standort)                                        | Jüdischer Friedhof                                                                                   | Wohl im späten 18. Jahrhundert angelegt, mit Taharahaus von 1887; | D-4-71-220-116 | weitere Bilder |
| Seestraße 3 (Standort)                                                                        | Katholische Pfarrkirche Mariä Himmelfahrt                                                            | Saalbau mit Satteldach und niedrigen Flankenbauten, gerade geschlossener, eingezogener Chor mit Sakristeianbau, Fassadenturm mit Zwiebelhaube, 1921/22 von Fritz Fuchsenberger; mit Ausstattung | D-4-71-220-48  | weitere Bilder |
| Stritt (Standort)                                                                             | Kreuzstein                                                                                           | Sandstein, wohl spätmittelalterlich | D-4-71-220-129 | BW             |
| Waldstraße 5 (Standort)                                                                       | Ehemalige evangelisch-lutherische Volksschule                                                        | Eingeschossig, verputzt, mit Brüstungsfeldern und Fensterschürzen, Mansardhalbwalmdach mit Fledermausgauben, neubarock, 1908/09                                                                 | D-4-71-220-49  | BW             |
| Am Burgwindheimer Weg; an der Kreisstraße BA 20 zwischen Aschbach und Burgwindheim (Standort) | Kilometerstein                                                                                       | Sandstein, spätes 19. Jahrhundert | D-4-71-220-117 | BW             |

### Attelsdorf
| Lage                             | Objekt           | Beschreibung                                                                                  | Akten-Nr.      | Bild |
| -------------------------------- | ---------------- | --------------------------------------------------------------------------------------------- | -------------- | ---- |
| Am Possenfeldener Weg (Standort) | Kreuzstein       | Sandstein, im Schaft unterhalb der abgeschlagenen Seitenarme Seelenloch, wohl 17. Jahrhundert | D-4-71-220-50  | BW   |
| Am Possenfeldener Weg (Standort) | Heiligenhäuschen | Giebeldach mit Ziegeln, in vergitterter Nische Vierzehn-Nothelfer-Bild. 18./19. Jahrhundert   | D-4-71-220-135 | BW   |

### Debersdorf
| Lage                      | Objekt                  | Beschreibung                                                       | Akten-Nr.     | Bild |
| ------------------------- | ----------------------- | ------------------------------------------------------------------ | ------------- | ---- |
| In Debersdorf. (Standort) | Katholische Ortskapelle | Kleine Apsisnische, Giebeldach mit Glockenaufsatz, 18. Jahrhundert | D-4-71-220-51 | BW   |

### Eckersbach
| Lage                     | Objekt                                  | Beschreibung | Akten-Nr.      | Bild           |
| ------------------------ | --------------------------------------- | --- | -------------- | -------------- |
| Eckersbach 45 (Standort) | Katholische Kapelle Beate Marie Virgine | Dreiseitig geschlossen, Sakristeianbau, Satteldach, Giebelreiter mit Zwiebelhaube, bezeichnet „1779“; mit Ausstattung | D-4-71-220-120 | weitere Bilder |

### Elsendorf
| Lage                                                        | Objekt                                   | Beschreibung | Akten-Nr.      | Bild                    |
| ----------------------------------------------------------- | ---------------------------------------- | --- | -------------- | ----------------------- |
| Angerweg 3; im Westen des Ortes (Standort)                  | Stadel                                   | Sandsteinquader, Satteldach, 18. Jahrhundert                                                                                             | D-4-71-220-58  | BW                      |
| Angerweg 5; im Westen des Ortes (Standort)                  | Stadel                                   | Sandsteinquader, Satteldach, 18. Jahrhundert                                                                                             | D-4-71-220-58  | BW                      |
| Braugasse 2 (Standort)                                      | Brauerei Gasthaus Stern                  | Erdgeschoss massiv, Obergeschoss Zierfachwerk, Walmdach, Mitte 18. Jahrhundert, Erdgeschossfenster verändert                             | D-4-71-220-53  | Brauerei Gasthaus Stern |
| Gegenüber Dorfstraße 1; vor der Brücke (Standort)           | Statue des heiligen Nepomuk              | Sandstein, Mitte 18. Jahrhundert | D-4-71-220-61  | weitere Bilder          |
| Dorfstraße 10 (Standort)                                    | Gasthaus Fritz Windfelder                | Zweigeschossiger Walmdachbau, massiv und verputzt, bezeichnet 1866, über älterem Kern                                                    | D-4-71-220-57  | weitere Bilder          |
| Nähe Dorfstraße 10 (Standort)                               | Kriegerdenkmal                           | Sandstein, dreizoniger Aufbau, 1918, erweitert 1945                                                                                      | D-4-71-220-118 | Kriegerdenkmal          |
| Dorfstraße 19 (Standort)                                    | Katholische Kuratiekirche St. Laurentius | Chorturm mit Spitzhelm erste Hälfte 15. Jahrhundert, Sakristeianbau, Langhaus mit Satteldach 18./19. Jahrhundert; mit Ausstattung        | D-4-71-220-52  | weitere Bilder          |
| Dorfstraße 23 (Standort)                                    | Ehemaliges Schloss                       | Großer, zweigeschossiger Mansardwalmdachbau, massiv und verputzt, Fledermausgauben; 1758 (dendro. dat.); mit erhaltenen Innenräumen      | D-4-71-220-54  | Ehemaliges Schloss      |
| Gleißenberger Straße 2 (Standort)                           | Türrahmen                                | Sandstein, bezeichnet „1790“ | D-4-71-220-55  | BW                      |
| Gleißenberger Straße 3 (Standort)                           | Wohnstallhaus                            | Eingeschossiger, traufständiger Satteldachbau, Sandsteinquader, erstes Drittel 19. Jahrhundert                                           | D-4-71-220-56  | BW                      |
| Holzangeräcker; im nordwestlichen Teil des Ortes (Standort) | Heiligenhäuschen                         | Sandstein, in vergitterter Nische Sandsteinfigur des heiligen Laurentius, um 1600, Aufsatz mit Medaillon, erstes Drittel 18. Jahrhundert | D-4-71-220-60  | BW                      |
| Nähe Lacher Weg; am Ortsausgang (Standort)                  | Bildstock                                | Sandstein, Altarsockel, viereckiger Schaft, zweiseitiger Aufsatz mit geschweifter Bedachung, bezeichnet „1712“ und „1833“                | D-4-71-220-62  | Bildstock               |

### Heuchelheim
| Lage                                      | Objekt                   | Beschreibung | Akten-Nr.     | Bild                 |
| ----------------------------------------- | ------------------------ | --- | ------------- | -------------------- |
| 1000 m östlich des Ortes ()               | Bildstock                | Sandstein, erste Hälfte 18. Jahrhundert; nicht nachqualifiziert                                                                                      | D-4-71-220-70 |                      |
| Heuchelheim 5 (Standort)                  | Ehemaliges Forsthaus     | Zweigeschossiger Walmdachbau, massiv und verputzt, mit Eckpilastern, erste Hälfte 18. Jahrhundert                                                    | D-4-71-220-68 | Ehemaliges Forsthaus |
| Heuchelheim 7 (Standort)                  | Ehemalige Mühle          | Zweigeschossiger Satteldachbau mit Schweifgiebel, massiv und verputzt, zweites Drittel 17. Jahrhundert                                               | D-4-71-220-67 | Ehemalige Mühle      |
| Heuchelheim 7 (Standort)                  | Ehemalige Mühle          | Stadel, Satteldach mit Fachwerkgiebel, erste Hälfte 18. Jahrhundert                                                                                  | D-4-71-220-67 | Ehemalige Mühle      |
| Heuchelheim, vor Nr. 28 (Standort)        | Heiligenhäuschen         | Offene Bildnische, Walmdach mit Ziegeln, eisernes, erzbischöfliches Kreuz, 18. Jahrhundert                                                           | D-4-71-220-65 | Heiligenhäuschen     |
| Heuchelheim 68; In Heuchelheim (Standort) | Katholische Filialkirche | Saalbau, Sakristeianbau am Chorscheitel, Satteldach mit Dachreiter, um 1700; mit Ausstattung Kirchhofmauer Heiligenfigur, Sandstein, 18. Jahrhundert | D-4-71-220-64 | weitere Bilder       |
| In Heuchelheim; am Dorfweiher (Standort)  | Kriegerdenkmal           | Obelikstumpf auf Würfelsockel, 1914/18, Inschrift erweitert 1939/45                                                                                  | D-4-71-220-69 | Kriegerdenkmal       |

### Hohn am Berg
| Lage                       | Objekt                          | Beschreibung | Akten-Nr.     | Bild           |
| -------------------------- | ------------------------------- | --- | ------------- | -------------- |
| Hohn am Berg 23 (Standort) | Evangelisch-lutherische Kapelle | Sandsteinfassade, Sakristeianbau, Satteldach mit Dachreiter, neugotisch/neubarock, um 1880/90; mit Ausstattung Friedhof, mit Sandsteinummauerung | D-4-71-220-71 | weitere Bilder |

### Hopfenmühle
| Lage                                               | Objekt                                                    | Beschreibung | Akten-Nr.     | Bild |
| -------------------------------------------------- | --------------------------------------------------------- | --- | ------------- | ---- |
| Kammerforst; am Weg nach Reichmannsdorf (Standort) | Katholische Kapelle, Bildstock, sogenannter Pfaffenmarter | Eisernes Kruzifix auf hohem Steinsockel mit farbigem Bild hinter Glas, dieses bezeichnet „1633“, neu errichtet 1931 | D-5-72-160-16 | BW   |

### Lach
| Lage               | Objekt              | Beschreibung                                                                                | Akten-Nr.     | Bild                |
| ------------------ | ------------------- | ------------------------------------------------------------------------------------------- | ------------- | ------------------- |
| Lach 15 (Standort) | Katholische Kapelle | Eingezogener Chor, Satteldach mit Giebelreiter, Sakristeianbau, 1949; mit alter Ausstattung | D-4-71-220-72 | Katholische Kapelle |

### Possenfelden
| Lage                                                                 | Objekt              | Beschreibung                                                                          | Akten-Nr.     | Bild |
| -------------------------------------------------------------------- | ------------------- | ------------------------------------------------------------------------------------- | ------------- | ---- |
| Kirchenwegäcker; südlich des Ortes (Standort)                        | Wegkapelle          | Giebeldach mit Ziegeln, Ende 19. Jahrhundert                                          | D-4-71-220-75 | BW   |
| Reumannswinder Straße 7; am Ortsausgang nach Reumannswind (Standort) | Zwei Kreuzsteine    | Sandstein, wohl 17. Jahrhundert                                                       | D-4-71-220-77 | BW   |
| Reumannswinder Straße 7 (Standort)                                   | Katholische Kapelle | Bezeichnet „1876“; mit Ausstattung                                                    | D-4-71-220-74 | BW   |
| Wolfsgrube; am alten Weg nach Eckersbach (Standort)                  | Kreuzstein          | Sandstein, mit Vertiefung und Resten eines eisernen Aufsatzes, wohl 17. Jahrhundert   | D-4-71-220-78 | BW   |
| Wolfsgrube; an der nordöstlichen Gemarkungsgrenze (Standort)         | Grenzstein          | Würzburg/Bamberg, Sandstein, mit Wappen des Julius Echter von Mespelbrunn (1545–1617) | D-4-71-220-76 | BW   |

### Rambach
| Lage                                        | Objekt                     | Beschreibung | Akten-Nr.              | Bild           |
| ------------------------------------------- | -------------------------- | --- | ---------------------- | -------------- |
| Die Schwemm; östlich des Ortes (Standort)   | Bildstock                  | Sandstein, 16./17. Jahrhundert | D-4-71-220-124         | weitere Bilder |
| Die Schwemm; westlich des Ortes (Standort)  | Bildstock                  | Sandstein, gemauerter Altarsockel, ionische Säule, zweiseitiger Aufsatz mit abschließendem gedrehtem Steinkreuz, 18. Jahrhundert       | D-4-71-220-83          | BW             |
| In Rambach; bei der Filialkirche (Standort) | Bildstock                  | Sandstein, am Schaft Jesus an der Martersäule, vierseitiger Aufsatz mit Spitzdach, Kugel und erzbischöflichem Kreuz, bezeichnet „1743“ | D-4-71-220-80          | weitere Bilder |
| Rambach 1 (Standort)                        | Hofeinfahrt                | Zwei gemauerte Sandsteinpfosten mit Kugelaufsatz, um 1800                                                                              | D-4-71-220-81          | BW             |
| In Rambach; Rambach 2 (Standort)            | Filialkirche St. Sebastian | Saalbau, dreiseitig geschlossen, Satteldach mit Dachreiter, Mitte 18. Jahrhundert; mit Ausstattung                                     | D-4-71-220-79 Wikidata | weitere Bilder |
| In Rambach; Rambach 2 (Standort)            | Kirchhofmauer              | | D-4-71-220-79          | BW             |
| Rambach 3 (Standort)                        | Bauernhaus                 | Eingeschossiger, giebelständiger Satteldachbau, verputzt, im Kern 18. Jahrhundert, um 1870 und um 1925 verändert                       | D-4-71-220-119         | BW             |
| Rambach 3 (Standort)                        | Stadel                     | Sandsteinquader mit rustizierten stichbogigen Toren, Mansardwalmdach, Ende 18. Jahrhundert                                             | D-4-71-220-119         | BW             |

### Reichmannsdorf
| Lage                                                                         | Objekt                                  | Beschreibung | Akten-Nr.      | Bild           |
| ---------------------------------------------------------------------------- | --------------------------------------- | --- | -------------- | -------------- |
| Am Berg 2 (Standort)                                                         | Sogenanntes Schlösschen                 | Villenartiges Wohnhaus, zweigeschossiger Mansardwalmdachbau mit Ecklisenen, geohrten Fenstergewänden und Gurtgesims, Ende 18. Jahrhundert                                     | D-4-71-220-92  | weitere Bilder |
| Am Berg 9 (Standort)                                                         | Ehemalige Porzellanmanufaktur           | Zwei- und zweieinhalbgeschossiger Sandsteinquaderbau, verputzt, Satteldach mit Stufengiebel, im Kern Ende 16. Jahrhundert, stark überformt                                    | D-4-71-220-93  | weitere Bilder |
| An der Kegelbahn 3 (Standort)                                                | Kellerhaus                              | Satteldachbau, Fachwerk, 18. Jahrhundert | D-4-71-220-94  | BW             |
| An der Kegelbahn 3 (Standort)                                                | Kegelbahn                               | 19. Jahrhundert | D-4-71-220-94  | BW             |
| Gemeindeschlag (Standort)                                                    | Wegkapelle                              | Mitte 18. Jahrhundert, an der St 2262 zwischen Treppendorf und Reichmannsdorf                                                                                                 | D-4-71-120-76  | Wegkapelle     |
| Klingäcker; nordöstlich des Dorfes an der Straße nach Treppendorf (Standort) | Wegkapelle                              | Giebeldach mit Ziegeln, Ende 19. Jahrhundert | D-4-71-220-101 | BW             |
| Liebenau; an der Abzweigung nach Dippach (Standort)                          | Feldkapelle                             | Korbbogenöffnung, Giebeldach mit Ziegeln | D-4-71-220-102 | weitere Bilder |
| Obere Hauptstraße 1 (Standort)                                               | Bauernhaus                              | Eingeschossiger giebelständiger Halbwalmdachbau mit genuteten Ecklisenen und geohrten Fenstergewänden, Fachwerkgiebel, erstes Drittel 18. Jahrhundert                         | D-4-71-220-86  | weitere Bilder |
| Rosenstraße 7 (Standort)                                                     | Bauernhaus                              | Massiver, eingeschossiger Satteldachbau mit Fachwerkgiebel, 18. Jahrhundert                                                                                                   | D-4-71-220-96  | BW             |
| Sambacher Grund; nördlich des Ortes (Standort)                               | Jüdischer Friedhof                      | Umfassungsmauer aus Sandsteinquadern, nach 1840 | D-4-71-220-100 | weitere Bilder |
| Schlosshof 2 (Standort)                                                      | Wohnhaus und ehemalige Gärtnerei        | Massiver, zweigeschossiger Walmdachbau, verputzt, erstes Drittel 18. Jahrhundert                                                                                              | D-4-71-220-85  | weitere Bilder |
| Schlosshof 2 (Standort)                                                      | Fachwerkstadel                          | Walmdach, 18. Jahrhundert | D-4-71-220-85  | weitere Bilder |
| Schlosshof 3 (Standort)                                                      | Katholische Kuratiekirche St. Sebastian | Achteckiger Chorturm mit Spitzhelm um 1473, Langhaus 1528 und 18. Jahrhundert, erweitert 1921 von Fritz Fuchsenberger; mit Ausstattung                                        | D-4-71-220-84  | weitere Bilder |
| Schlosshof 4 (Standort)                                                      | Schloss                                 | Stattliche, zweigeschossige, verputzte Dreiflügelanlage, Mitteltrakt mit Risalit, Fenster mit Brüstungsfeldern, Walmdach, 1714–1719 von Johann Dientzenhofer; mit Ausstattung | D-4-71-220-87  | weitere Bilder |
| Schlosshof 4 (Standort)                                                      | Schlosspark                             | | D-4-71-220-87  | weitere Bilder |
| Schlosshof 1 (Standort)                                                      | Ehemaliges Pfarrhaus                    | Massiver, eingeschossiger Walmdachbau, 18. Jahrhundert | D-4-71-220-87  | weitere Bilder |
| Schlosshof 1 (Standort)                                                      | Balustrade                              | Geschwungen, vor der Fassade des Pfarrhauses | D-4-71-220-87  | weitere Bilder |
| Schlosshof 1 (Standort)                                                      | Stadel                                  | Sandsteinquader verputzt, Satteldach, 18. Jahrhundert | D-4-71-220-87  | weitere Bilder |
| Schlosshof 6 (Standort)                                                      | Ehemaliges Amtmannshaus                 | Massiver, zweigeschossiger Traufseitbau, Anfang 18. Jahrhundert | D-4-71-220-88  | weitere Bilder |
| Schwabenleite (Standort)                                                     | Friedhofskreuz                          | Sandstein, um 1875 | D-4-71-220-132 | BW             |
| Schwabenleite (Standort)                                                     | Gruftkapelle der Familie Schrottenberg  | Neugotischer Sandsteinquaderbau, dreiseitig geschlossen, Satteldach, 1858; mit Ausstattung                                                                                    | D-4-71-220-99  | BW             |
| Untere Hauptstraße 2 (Standort)                                              | Bauernhaus                              | Walmdachbau mit Fachwerkobergeschoss, 18. Jahrhundert | D-4-71-220-89  | weitere Bilder |

### Thüngfeld
| Lage                                                                                           | Objekt                                      | Beschreibung | Akten-Nr.      | Bild             |
| ---------------------------------------------------------------------------------------------- | ------------------------------------------- | --- | -------------- | ---------------- |
| Bamberger Straße; Nähe Bamberger Straße; Thüngfeld; am Ortsende gegen Schlüsselfeld (Standort) | Heiligenhäuschen                            | Zeltdach mit Ziegeln und erzbischöflichem Eisenkreuz, in vergitterter Nische heiliger Georg, Ton, gefasst, Anfang 19. Jahrhundert                                         | D-4-71-220-126 | Heiligenhäuschen |
| Nähe Thüngfeld (Standort)                                                                      | Kriegerdenkmal                              | Sandstein, Aedikula auf Altarsockel, 1917 | D-4-71-220-107 | weitere Bilder   |
| Thüngfeld 4 (Standort)                                                                         | Wohnstallhaus                               | Eingeschossig, profilierte Fensterrahmung, um 1800 | D-4-71-220-111 | Wohnstallhaus    |
| Thüngfeld 20 (Standort)                                                                        | Katholische Filialkirche St. Bartholomäus   | Chorturm mit Spitzhelm, zweite Hälfte 15. Jahrhundert, Langhaus mit Satteldach 1823/24 erneuert; mit Ausstattung                                                          | D-4-71-220-103 | weitere Bilder   |
| Thüngfeld 20 (Standort)                                                                        | Friedhofsmauer                              | Mit Kreuzstein | D-4-71-220-103 | weitere Bilder   |
| Thüngfeld 52 (Standort)                                                                        | Katholische Kapelle St. Antonius            | Dreiseitig geschlossener Saalbau, 1995, unter Verwendung barocker Fassadenelemente des Vorgängerbaus (um 1720); mit Ausstattung                                           | D-4-71-220-104 | weitere Bilder   |
| Weides (Standort)                                                                              | Kreuzigungsgruppe                           | Sandstein, bezeichnet „1804“ | D-4-71-220-105 | weitere Bilder   |
| Zum Wasserschloss 6 (Standort)                                                                 | Ehemalige Mühle                             | Halbwalmdachbau, Obergeschoss verputztes Fachwerk, im Kern erste Hälfte 17. Jahrhundert, mit einzelnen Erneuerungen                                                       | D-4-71-220-109 | weitere Bilder   |
| Zum Wasserschloss 6 (Standort)                                                                 | Ehemalige Mühle, Nebengebäude               | Eingeschossiger Satteldachbau, massiv | D-4-71-220-109 | weitere Bilder   |
| Zum Wasserschloss 10 (Standort)                                                                | Ehemaliges Wasserschloss                    | Zweigeschossiger Walmdachbau, massiv und verputzt, im Kern spätmittelalterlich, hauptsächlich erste Hälfte 17. Jahrhundert, mit Veränderungen 18./19. und nach Brand 1933 | D-4-71-220-108 | weitere Bilder   |
| Zum Wasserschloss 10 (Standort)                                                                | Ehemaliges Wasserschloss, Reste des Grabens | | D-4-71-220-108 | BW               |

## Ehemalige Baudenkmäler
In diesem Abschnitt sind Objekte aufgeführt, die früher einmal in der Denkmalliste eingetragen waren, jetzt aber nicht mehr. Objekte, die in anderem Zusammenhang – also z. B. als Teil eines Baudenkmals – weiter eingetragen sind, sollen hier nicht aufgeführt werden. Aktennummern in diesem Abschnitt sind ehemalige, jetzt nicht mehr gültige Aktennummern.

| Lage                                        | Objekt      | Beschreibung                               | Akten-Nr.     | Bild |
| ------------------------------------------- | ----------- | ------------------------------------------ | ------------- | ---- |
| Schlüsselfeld Pfarrer-Weißenberger-Straße 1 | Walmdachbau | Fachwerkobergeschoss, Ende 18. Jahrhundert | D-4-71-220-24 | BW   |